# William Edward Murray
William Edward Murray AM (* 16. Februar 1920 in Leichhardt, New South Wales, Australien; † 21. April 2013 in Randwick) war Bischof von Wollongong.

## Leben
William Murray studierte am St. Columba Seminary in Springwood, New South Wales, und am De La Salle College in Marrickville, New South Wales. Der Erzbischof von Sydney Norman Thomas Gilroy spendete ihm am 21. Juli 1945 in der Saint Mary’s Cathedral in Sydney die Priesterweihe. Murray absolvierte an der Päpstlichen Universität Gregoriana in Rom ein Studium des Internationalen Rechts; an der University of Sydney wurde er in Sozialwissenschaften promoviert.
Papst Paul VI. ernannte ihn am 5. Juni 1975 zum Bischof von Wollongong. Der Erzbischof von Sydney, James Darcy Kardinal Freeman, erteilte ihn am 21. Juli 1975 in der St. Francis Xavier Cathedral in Wollongong die Bischofsweihe; Mitkonsekratoren waren Thomas Vincent Cahill, Erzbischof von Canberra und Goulburn, und James Patrick Carroll, Weihbischof in Sydney.
Am 12. April 1996 nahm Papst Johannes Paul II. seinen altersbedingten Rücktritt an. Im Alter von 93 Jahren starb Murray in einem Pflegeheim der Kleinen Schwestern der Armen in Randwick, einem Vorort von Sydney.
1988 wurde er zum Mitglied (AM) des Order of Australia ernannt.